# 佐治·貝斯
乔治·贝斯特（1946年5月22日—2005年11月25日）是一名北愛爾蘭职业足球运动員，是北愛爾蘭球壇歷史上最為人熟悉的球員，為曼聯奪得歐洲冠軍的功臣。2008年，曼联在主场老特拉福德球场竖立起贝斯特、鲍比·查尔顿和丹尼斯·劳三人的铜像，以表彰他们为俱乐部做出的贡献。

## 生平

### 球員時代
貝斯出生於貝爾法斯特，是一名船塢工人的長子，其下尚有4妹1弟。於15歲時在家鄉得到當時曼聯球探鮑勃·畢肖普（Bob Bishop）發掘，1961年8月獲球探祖·岩士唐（Joe Armstrong）推薦之下加盟曼聯，其後在1963年9月14日以17歲之齡首度為曼聯上陣主場對西布朗，兩週後對時取得首個入球。
他效力曼聯期間奪得1965年及1967年的英格蘭甲組聯賽冠軍，1968年更協助球隊首次奪得歐洲冠軍球會盃錦標，在決賽勝賓菲加4比1的比賽射入一球。他曾經奪得過歐洲足球先生及由英格蘭足球記者協會評選的年度最佳球員。與隊友博比·查爾頓 、丹尼斯·劳成為當年的皇牌組合。
在1966年歐洲冠軍球會盃四強擊敗賓菲加一役梅開二度，技驚四座而被報章稱為「O Quinto Beatle」（第五名 披頭四）。在1970年2月8日英格蘭足總盃第五圈的賽事曼聯對，貝斯個人包辦六球，協助曼聯大勝8比2，寫下曼聯一場比賽中個人攻入最多球的紀錄，至今從未有人打破，賽後負責守衛他的諾咸頓後衛萊·費法斯（Roy Fairfax）說：“整場球賽我最接近他就是完場與他握手的時候”。他由1963年開始效力至1974年的十年間，為曼聯上陣466場，射入178球。
佐治·貝斯的私生活一直為人詬病，他酗酒、好賭及尋歡等陋習摧毀了他的足球生涯，又經常缺席操練，結果在1972年，年僅26歲時就首度宣布掛靴。其後復出再為曼聯效力，但在1974再次宣佈退役。
之後，他輾轉到過富咸、等較弱的球隊踢球，又遠赴蘇格蘭、美國及香港延續足球事業，不過已經不復當年勇。1983年正式告別球壇。1984年因醉酒駕駛而被判入獄12星期，在獄中渡過聖誕節。

### 晚年生活

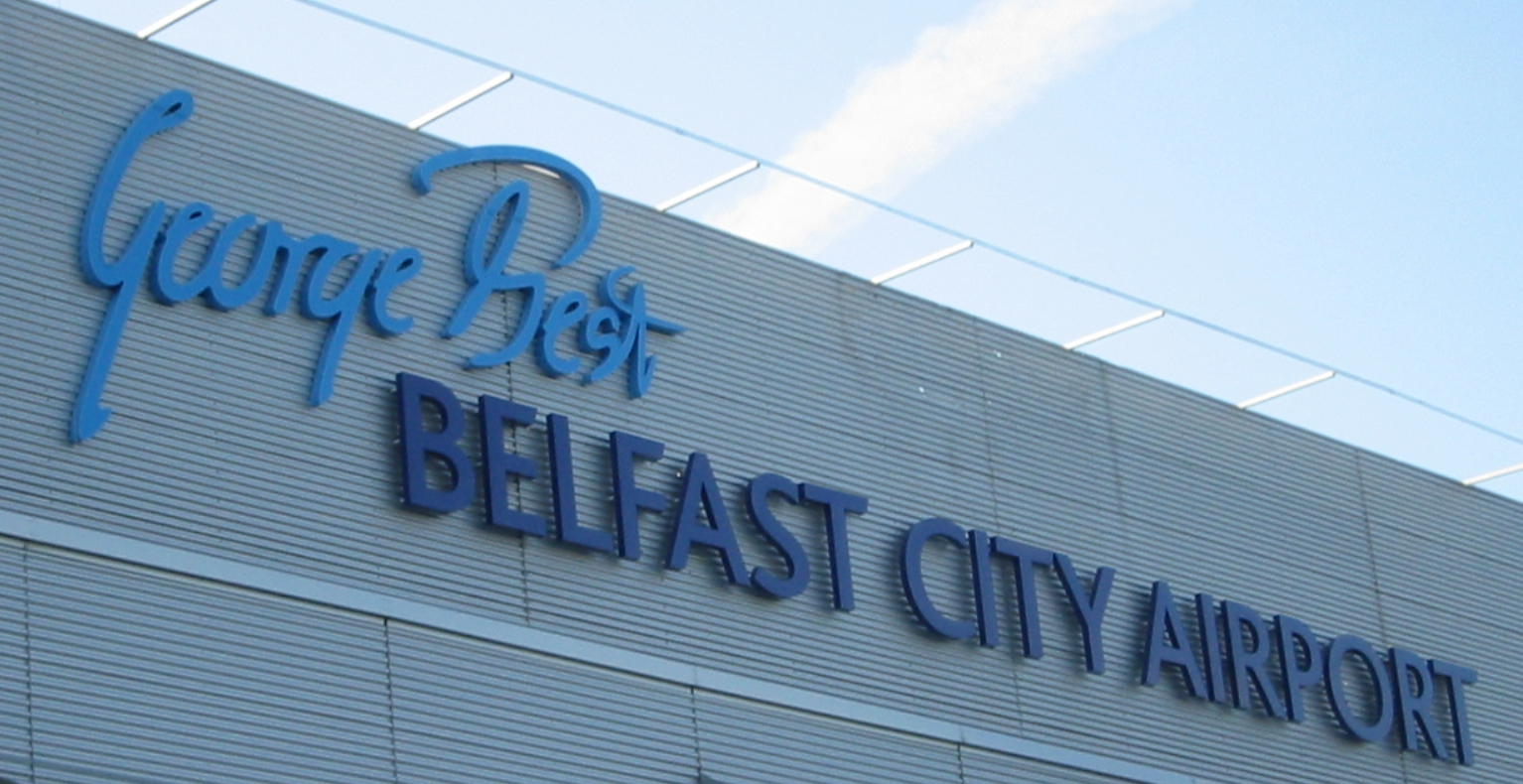
佐治·貝斯貝爾法斯特城市機場

1995年貝斯再婚。近年來佐治·貝斯有替一些媒體，如天空電視等擔任足球評論的工作。2002年，貝斯因為肝硬化，接受肝臟移植手術，但喜好杯中物的習慣還是不改，而第二段婚姻亦告結束。他因肺部受感染及多個器官衰竭，於2005年11月25日中午12時55分在倫敦西部醫院的深切治療部病逝，終年59歲。
12月3日，貝斯的葬礼在贝尔法斯特的斯托蒙特议会大厦举行。数以万计的民众冒雨前往悼念。参加葬礼的英国足球界名人包括贝斯特的好友丹尼士·羅以及曼联領隊費格遜等人。
2006年11月25日，北爱尔兰当地的厄斯特银行（Ulster Bank）为他特别发行了纪念版5英镑纸币，限量一百万张，在数小时内被抢购一空。同年5月22日貝爾法斯特城市機場（Belfast City Airport）更名為乔治·贝斯特贝尔法斯特城市机场（George Best Belfast City Airport）以作紀念。

## 語錄
- 我曾經戒酒，當我正在睡覺的時候。
- 我曾經說過加扎（加斯居尼）的IQ低於其球衣背號，他反問我：『甚麼是IQ？』
- 在1969年我曾經放棄女人與酒精──是我一生中最差的20分鐘。
- 我花大量金錢在酒、女人及跑車上，餘下全部浪費了。
- 如果你要我選擇對利物浦的比賽單人匹馬盤扭過四名球員，然後在三十碼外射入一球，還是與世界小姐上床，那將是一個艱難的選擇。幸運的是，我兩樣也做了。
- 他（ 碧咸 ）不能用左腳踢，不能頭球，不能鏟球，也不會進很多球。除此之外，他還不錯。”
- 我發現很難看自己在電視上踢球，因為我無法識別螢幕上的那個人。我無法相信。就好像這一切都是在別人身上發生的。
- 對 C朗 的評價：多年來，有幾位球員被描述為新的喬治·貝斯，但這是第一次對我的稱讚。

## 外部連結
- The best and worst of a legend（页面存档备份，存于）
- The best of Best（页面存档备份，存于）
- Best in quotes（页面存档备份，存于）